# Karl Caspar
Karl Caspar, född 13 mars 1879 i Friedrichshafen, död 21 september 1956 i Brannenburg, var en tysk konstnär som mestadels levde och verkade i München. Han var gift med konstnären Maria Caspar-Filser (1878–1968) och tillsammans hade de dottern Felizitaz, född 1917.

## Biografi
Karl Caspar verkade för en förnyelse inom det religiösa måleriets område, där han försökte förena en modern konstuppfattning – impressionism och expressionism – med uttryckssättet hos medeltidens, och då främst i Giottos, kristna konst. Under femton år, från 1922 och fram till 1937 var han professor vid Münchens konstakademi, där han själv hade studerat med början år 1900. Under sommaren och hösten 1937 beslagtog propagandaministeriet i Nazityskland 8 oljemålningar, 14 grafiska blad och 7 teckningar av Caspar på tyska museer. Tre av målningarna visades på den nedsättande utställningen Entartete Kunst i München, en fjärde var följande år med på vandringsutställningen av samma arrangemang i Hamburg. En av målningarna är numera offentlig på Lenbachhaus i München efter att ha förvärvats på en auktion 1952 från ett privat konstkabinett i Stuttgart. En annan av dem noterades som zerstört [förstörd] i en inventarielista från nazitiden, liksom 6 av de grafiska bladen och samtliga 7 teckningar. Vad som hänt med resten är "okänt".